# Chrysolopus spectabilis
Chrysolopus spectabilis là một loài bọ cánh cứng được tìm thấy ở tây nam Úc. Nó còn có tên gọi là Botany Bay diamond weevil, Botany Bay diamond beetle hay là sapphire weevil. Những con trưởng thành và ấu trùng ăn hạt acacia.

## Hình ảnh

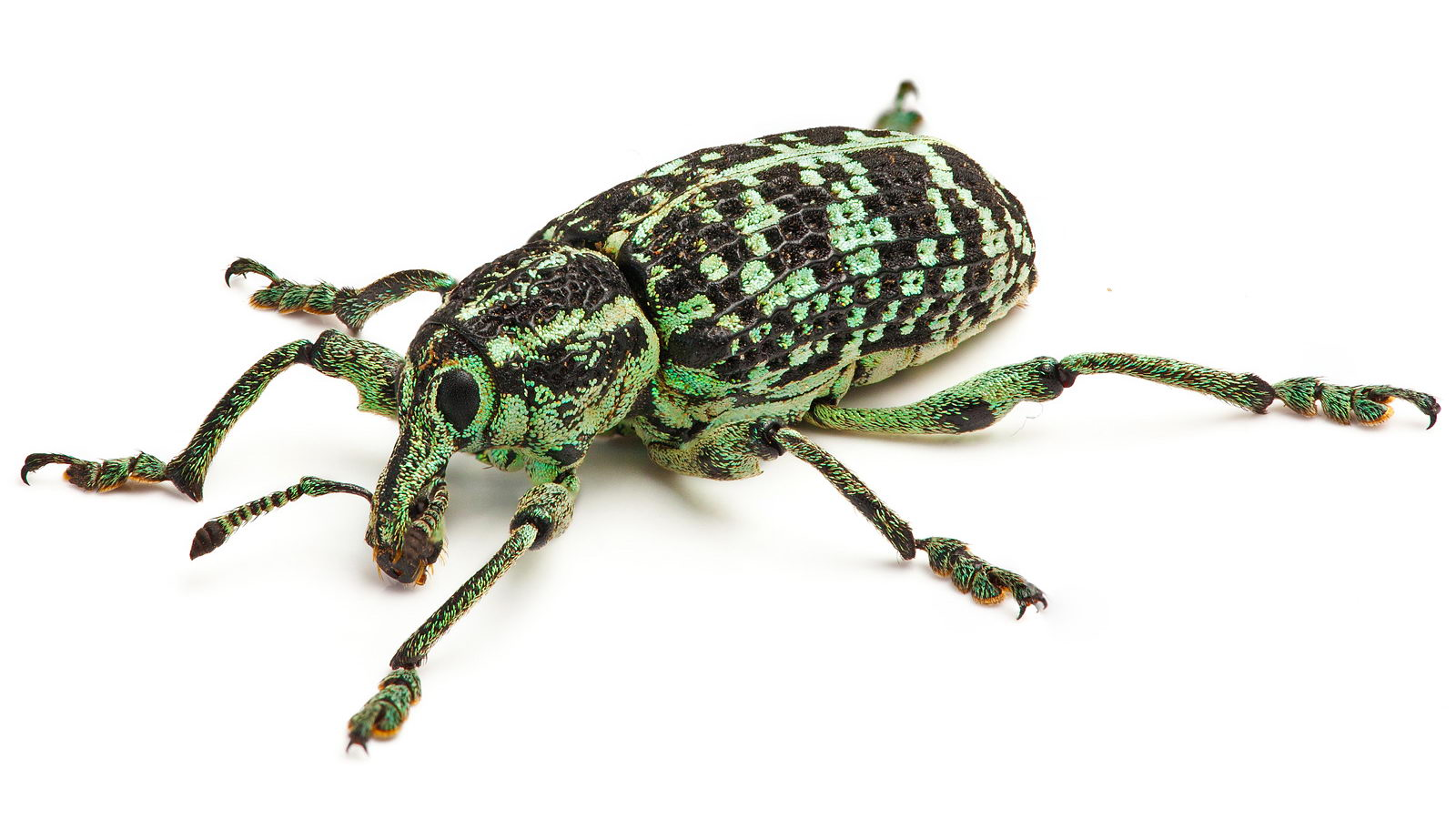
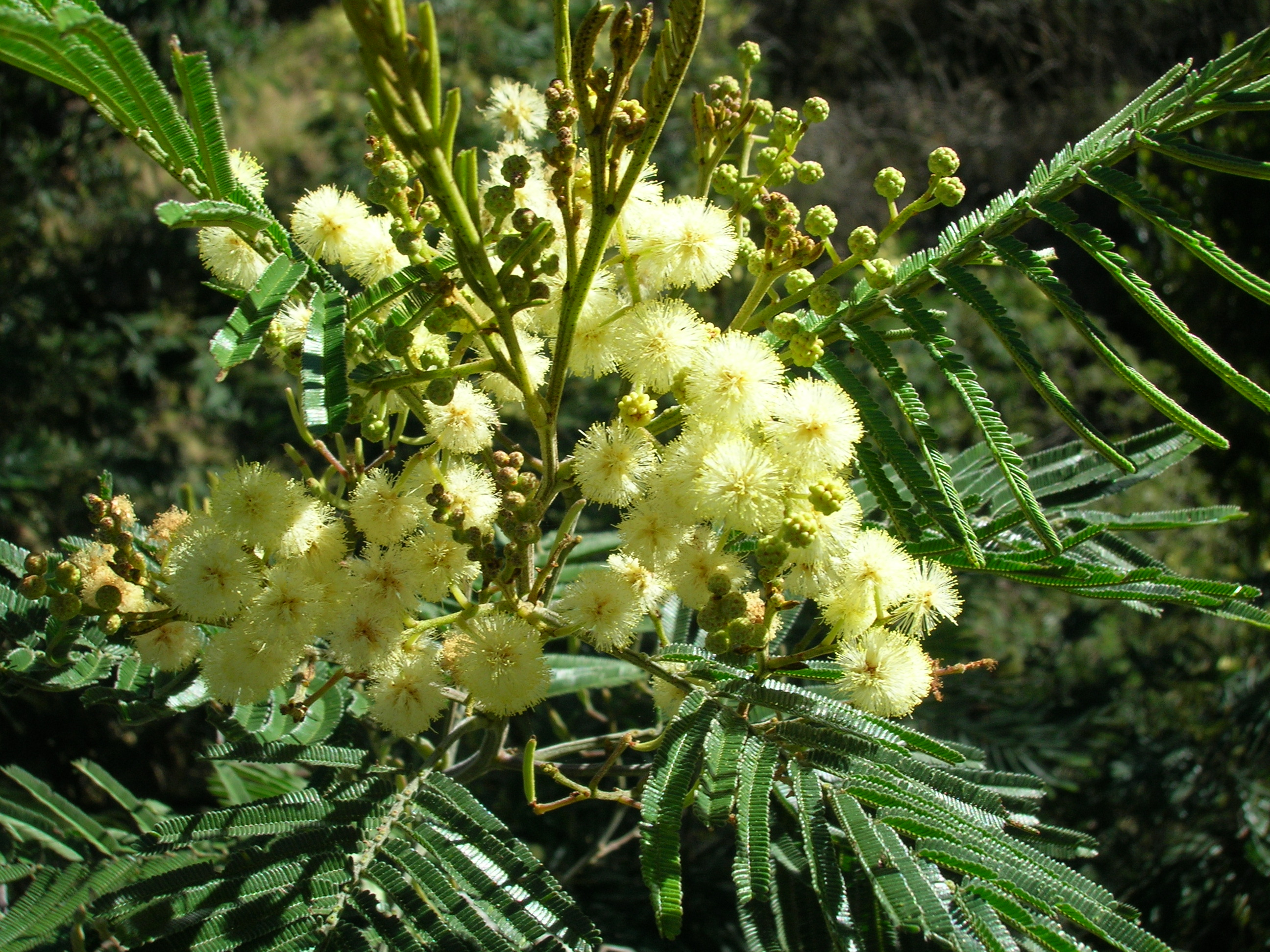
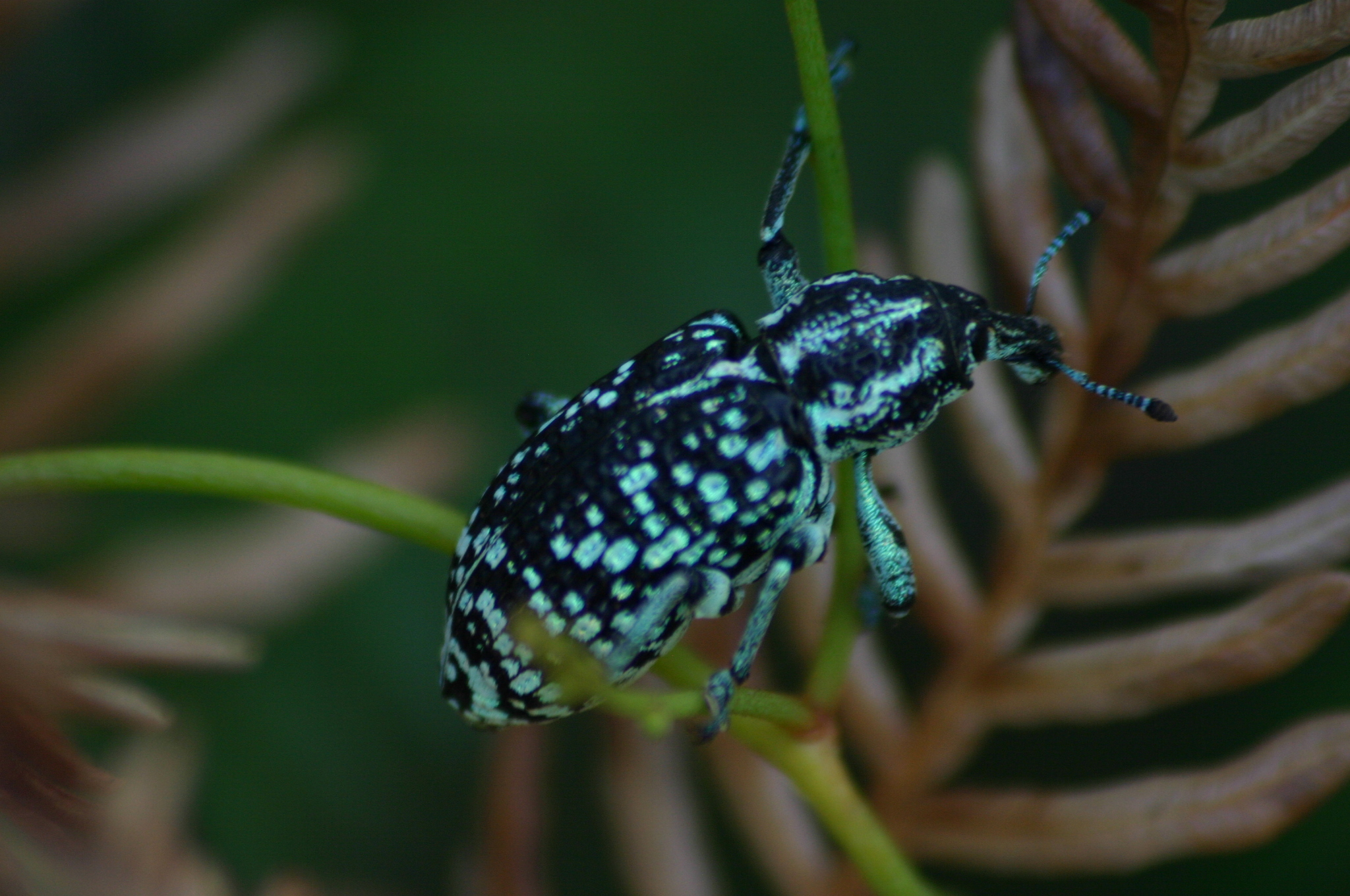
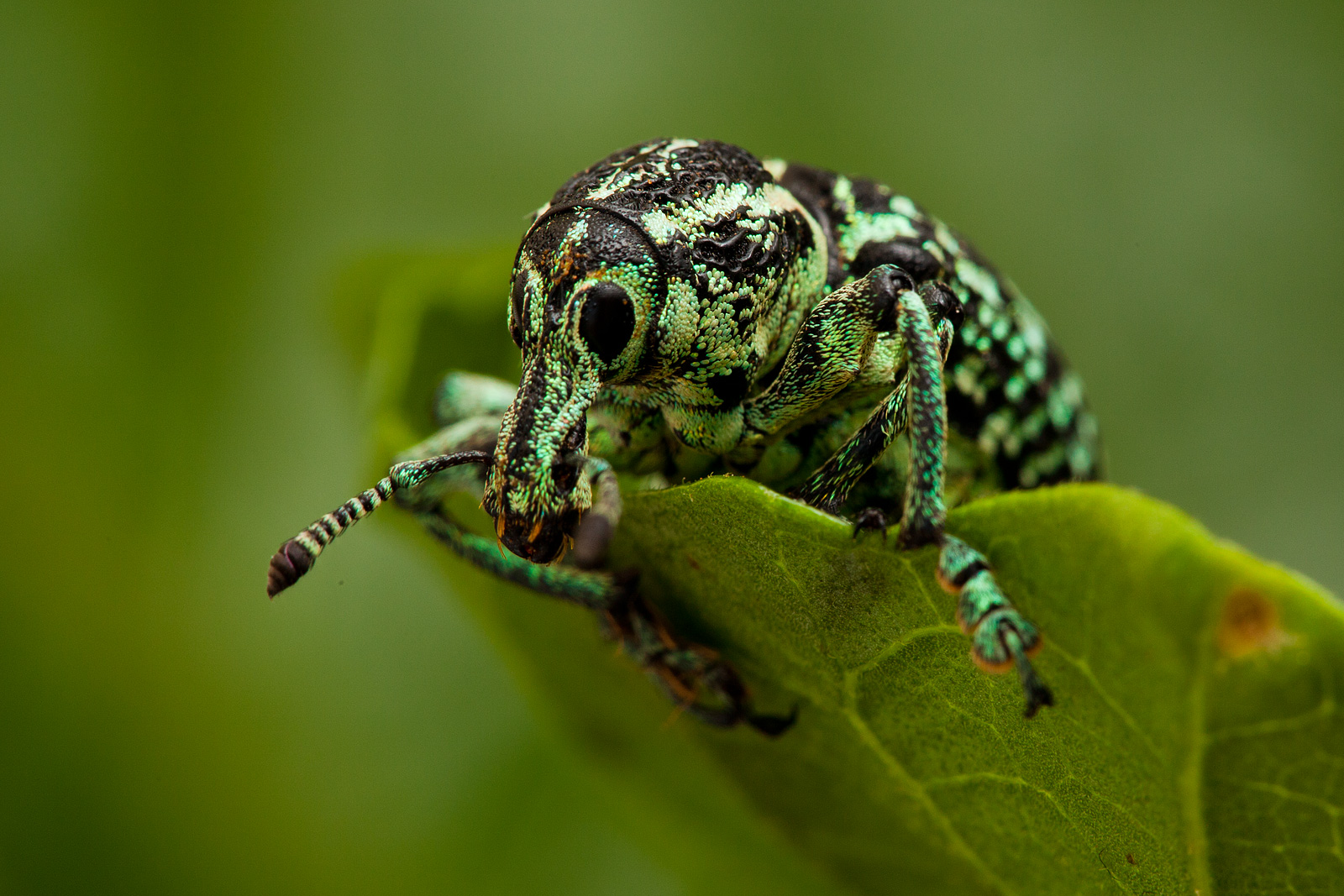